# レドンドビーチ駅
レドンドビーチ駅（Redondo Beach）は、アメリカ合衆国カリフォルニア州ロサンゼルス郡レドンドビーチにあるロサンゼルスメトロC線の駅である。内陸部にあり、ビーチからはかなり離れている。

## 駅構造
島式ホーム1面2線の高架駅。駐車場、駐輪場が設置されてある。

## 歴史
- 1995年10月12日 - 開業

## 隣の駅
ロサンゼルス郡都市圏交通局
■C線
レドンドビーチ駅 - ドウグラス駅

## メトロ・サービス
C線は毎日朝5時から翌深夜の12時45分まで運行されている。
| スタブアイコン | サブスタブ | この項目は、まだ閲覧者の調べものの参照としては役立たない、鉄道に関連した書きかけの項目です。この項目を加筆・訂正などしてくださる協力者を求めています（P:鉄道/PJ:鉄道）。 |